# Poropanchax
 Poropanchax  és un gènere de peixos de la família dels pecílids i de l'ordre dels ciprinodontiformes.

## Taxonomia
- Poropanchax brichardi (Poll, 1971)
- Poropanchax hannerzi (Scheel, 1968)
- Poropanchax myersi (Poll, 1952)
- Poropanchax normani (Ahl, 1928)
- Poropanchax rancureli (Daget, 1965)
- Poropanchax stigmatopygus (Wildekamp & Malumbres, 2004)[1][2][3][4]